# Udanin (gromada)
Udanin – dawna gromada, czyli najmniejsza jednostka podziału terytorialnego Polskiej Rzeczypospolitej Ludowej w latach 1954–1972.
Gromady, z gromadzkimi radami narodowymi (GRN) jako organami władzy najniższego stopnia na wsi, funkcjonowały od reformy reorganizującej administrację wiejską przeprowadzonej jesienią 1954 do momentu ich zniesienia z dniem 1 stycznia 1973, tym samym wypierając organizację gminną w latach 1954–1972.
Gromadę Udanin z siedzibą GRN w Udaninie utworzono – jako jedną z 8759 gromad na obszarze Polski – w powiecie średzkim w woj. wrocławskim, na mocy uchwały nr 27/54 WRN we Wrocławiu z dnia 2 października 1954. W skład jednostki weszły obszary dotychczasowych gromad Udanin, Piekary, Dziwigórz, Lasek i Gościsław ze zniesionej gminy Udanin w tymże powiecie. Dla gromady ustalono 15 członków gromadzkiej rady narodowej.
1 stycznia 1960 do gromady Udanin włączono wsie Pielaszkowice i Sokolniki ze zniesionej gromady Pichorowice w tymże powiecie.
31 grudnia 1961 do gromady Udanin włączono obszar zniesionej gromady Konary w tymże powiecie.
Gromada przetrwała do końca 1972 roku, czyli do kolejnej reformy gminnej. 1 stycznia 1973 powiecie średzkim reaktywowano gminę Udanin.